# Ofidiformes
Els ofidiformes (Ophidiiformes) són un ordre de peixos actinopterigis.

## Particularitats
Aquest ordre comprèn peixos abissals, incloent el peix que s'ha trobat a la més gran profunditat de tots els peixos, l'Abyssobrotula galatheae, trobat a 8.370 m a la fossa de Puerto Rico.

## Famílies
- Carapidae
- Ophidiidae
- Bythitidae
- Aphyonidae
- Parabrotulidae